# Niepodległość i Pamięć
Niepodległość i Pamięć – specjalistyczne pismo o profilu muzealno-historycznym wydawane od 1994 r. przez Muzeum Niepodległości w Warszawie, poświęcone polskiej tematyce niepodległościowej.
Pismo wychodzi jako kwartalnik w formacie B5 o objętości średnio 250 stron. Jego nakład wynosi 600 egzemplarzy. Wydawane jest przez Muzeum Niepodległości. Redaktorem naczelnym jest dyrektor Muzeum Niepodległości, dr Tadeusz Skoczek. Do 2019 r. wyszły 64 numery.
W piśmie zamieszczane są artykuły naukowe poświęcone polskim ruchom niepodległościowym ostatnich 200 lat (powstania, tradycja patriotyczna, dorobek dwudziestolecia międzywojennego, II wojna światowa, opozycja w PRL), a także wspomnienia i relacje, teksty źródłowe, ikonograficzne, materiały poświęcone muzealnictwu, recenzje i omówienia najnowszej literatury naukowej. Wśród autorów artykułów są znani historycy, muzealnicy, archiwiści. Główny blok artykułów w każdym numerze redakcja poświęca jednemu tematowi.